# ワードマーク
ワードマーク（英語: wordmark、文字商標）とは、主に会社や団体、商品の名前をその文字のみを用いて整形したものを指す。それらの名前にアイデンティティを持たせるために、もしくはブランディングに使うために作られる。それを持つ団体の例として、 コカ・コーラ、マイクロソフト、カナダ政府、そして IBMがあげられる。特に組織の名前が視覚的に覚えやすいよう、シンプル且つ鮮明に作られる。文字をこのように表現することによって、ワードマークはその組織、または商品のシンボルとなる。
アメリカ合衆国と欧州連合では、ワードマークの知的財産権を守るために登録を受け付けている。 またアメリカでは、ワードマークそのものだけでなく、その文字のスペルが商標として登録される。